# 杉山公平
杉山 公平（すぎやま こうへい、1899年6月23日 - 1960年2月21日）は、日本の撮影技師である。

## 人物・来歴
1899年（明治32年）6月23日、静岡県浜名郡浜松町（現在の同県浜松市）に生まれる。
東京に移り、旧制・東京中学校（現在の東京高等学校）を卒業、1920年（大正9年）、巣鴨の国際活映にスチルカメラマンとして入社、1922年（大正11年）、撮影部に転向し、同年、田村宇一郎監督の『噫新高』で撮影技師として一本立ちした。環歌子や阪東妻三郎らが在籍した時代であったが、翌1923年（大正12年）9月1日の関東大震災で首都の撮影機能が停止、環らとともに関西へ移住した。杉山は東亜キネマ甲陽撮影所に移籍し、1924年（大正13年）、本山裕児監督の『熱血の洗礼』から同社での撮影をはじめている。
1925年（大正14年）、帝国キネマ演芸芦屋撮影所に移籍、岡田時彦・森静子が主演した志波西果監督の『幸福』や、おなじく古海卓二監督、悪麗之助脚本の『行路』のカメラを回す。同年、同社の内紛で設立された東邦映画製作所の第1作、伊藤大輔監督の『煙』の撮影を務めるが、同社は早晩に崩壊し、杉山は東亜キネマの等持院撮影所に移籍している。おなじく等持院に移籍した悪麗之助監督の『恋を賭けた武士』等を手がけるうちに、女形から映画監督に転向した衣笠貞之助に見出され、衣笠が設立した衣笠映画聯盟に参加、衣笠監督の前衛映画『狂つた一頁』の撮影を務める。以降、同聯盟の最終作『十字路』までの21作の撮影技師を務め、終生のコンビとなった。
1928年（昭和3年）、衣笠の渡欧後、衣笠映画聯盟が製作提携をした松竹下加茂撮影所に移籍、『狂つた一頁』の助監督であった小石栄一監督の『剣の血煙』や、冬島泰三監督の『鳥辺山心中』等のカメラを回した。1930年（昭和5年）、衣笠が映画監督に復帰すると、同撮影所で『黎明以前』でコンビも復活した。
1941年（昭和16年）末から1942年（昭和17年）にかけての溝口健二監督の『元禄忠臣蔵 前篇・後篇』の撮影技師を務めた後、満洲にわたり、満洲映画協会の技師長となる。同協会では、木村荘十二監督の『蘇少妹』の撮影技師を務めた。
第二次世界大戦後は、1947年（昭和22年）、吉本プロダクション製作、東宝配給、『縁は異なもの』で石田民三監督作のカメラを回し、長谷川一夫の新演伎座製作の映画を撮影したのち、1950年（昭和25年）ころから、新演伎座の提携先である大映の京都撮影所に所属した。
1951年（昭和26年）、吉村公三郎監督の『源氏物語』で第5回カンヌ国際映画祭撮影賞を受賞する。1954年（昭和29年）、杉山が撮影技師を務めた衣笠貞之助監督の『地獄門』は、第7回カンヌ国際映画祭パルム・ドールを受賞、アカデミー賞名誉賞も受賞した。同作は、日本初のイーストマンカラー作品であった。
1959年（昭和34年）8月23日公開、田坂勝彦監督、勝新太郎主演の『鳴門の花嫁』を最後に、1960年（昭和35年）2月21日、死去した。満60歳没。

## おもなフィルモグラフィ
- 『噫新高』 : 監督田村宇一郎、1922年
- 『熱血の洗礼』 : 監督本山裕児、1924年
- 『幸福』 : 監督志波西果、1925年
- 『行路』 : 監督古海卓二、脚本悪麗之助、1925年
- 『煙』 : 監督伊藤大輔、1925年
- 『恋を賭けた武士』 : 監督悪麗之助、1925年
- 『狂つた一頁』 : 監督衣笠貞之助、1926年
- 『照る日くもる日 第一篇』 : 監督衣笠貞之助、1926年
- 『照る日くもる日 第二篇』 : 監督衣笠貞之助、1926年
- 『十字路』 : 監督衣笠貞之助、1928年
- 『剣の血煙』 : 監督小石栄一、1928年
- 『鳥辺山心中』 : 監督冬島泰三、1928年
- 『荒木又右衛門』 : 監督悪麗之助、1930年
- 『南国太平記』 : 監督井上金太郎、1931年
- 『黎明以前』 : 監督衣笠貞之助、1931年
- 『唐人お吉』 : 監督衣笠貞之助、脚本悪麗之助、1931年
- 『鼠小僧次郎吉』 : 監督衣笠貞之助、1932年
- 『元禄忠臣蔵 前篇』 : 監督溝口健二、1941年
- 『元禄忠臣蔵 後篇』 : 監督溝口健二、1942年
- 『蘇少妹』 : 監督木村荘十二、1945年
- 『縁は異なもの』 : 監督石田民三、1947年
- 『明日は日本晴れ』 : 監督清水宏、1948年
- 『源氏物語』The Tale of Genji : 監督吉村公三郎、1951年
- 『地獄門』 : 監督衣笠貞之助、1954年
- 『柳生連也斎 秘伝月影抄』 : 監督田坂勝彦、1956年
- 『鳴門の花嫁』 : 監督田坂勝彦、1959年 - 遺作

## 註
1. 1 2 3 4 5 6 7 8 9 10  シリーズ・日本の撮影監督 1、東京国立近代美術館フィルムセンター、2010年2月26日閲覧。
2. 1 2 3 4 5 6 7 8  杉山公平、『講談社 日本人名大辞典』、講談社、コトバンク、2010年2月26日閲覧。
3. 1 2 3 4  Kôhei Sugiyama, Internet Movie Database, 2010年2月26日閲覧。
4. 1 2  噫新高、日本映画データベース、2010年2月26日閲覧。
5. 1 2 3 4 5 6 7 8 9 10 11 12  杉山公平、日本映画データベース、2010年2月26日閲覧。
6. ↑  Awards for Gate of Hell, Internet Movie Database, 2010年2月26日閲覧。